# Populisme (politique)
Pour les articles homonymes, voir Populisme.

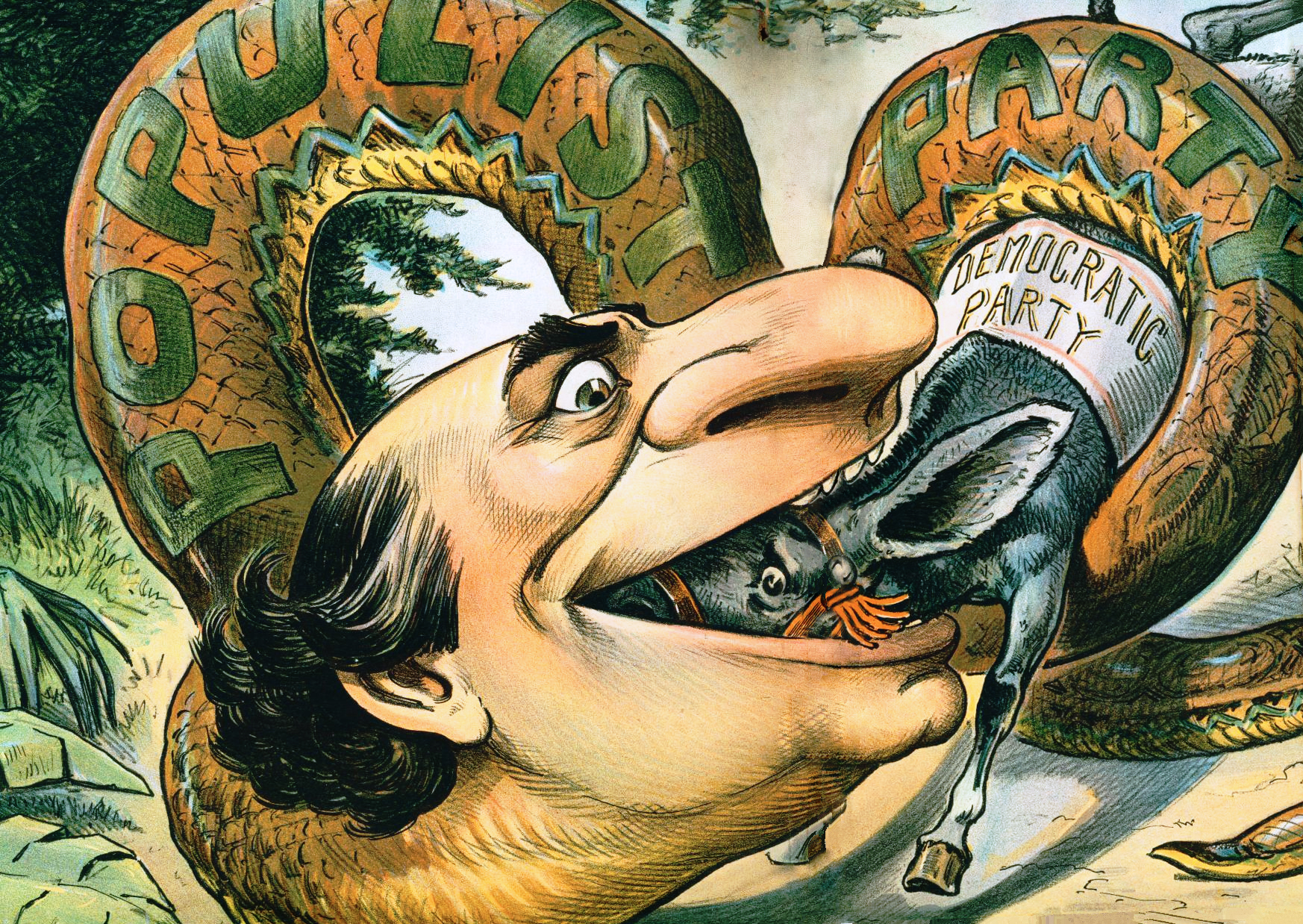
Une caricature de 1896 dans laquelle William Jennings Bryan, un fervent partisan du populisme, avale le symbole du Parti démocrate d'Amérique.

Le mot populisme désigne toute approche politique qui a tendance à opposer le peuple aux élites politiques, économiques, médiatiques, culturelles et/ou intellectuelles, en se réclamant du premier.
Le sentiment que le peuple est exclu de l'exercice d'un pouvoir par ailleurs coupé des réalités, même dans une démocratie représentative et notamment parlementaire émanant d'élections dites démocratiques, est à l'origine du populisme de gauche et de sa variante ouvriériste, comme du populisme de droite, et du lien des deux avec l'extrémisme, l'extrême gauche ou l'extrême droite, qui se rejoindraient. Cette analyse est cependant très subjective et polémique.
Souvent utilisé, à partir des années 1980, dans un sens péjoratif, de façon à discréditer les adversaires politiques en les faisant soupçonner d'être activistes, démagogiques ou de préconiser des solutions simplistes sans être en faveur de la démocratie, libérale et parlementaire, le populisme avait pris des formes variées dès le XIXe siècle, en Europe comme aux États-Unis, puis a été relancé à la fin du siècle suivant par un contexte de mondialisation et de libéralisme de diverses natures, dont les élites se voient attribuer la responsabilité, en étant parfois accusées de mépris de classe. Ainsi, un illibéralisme est souvent présent ou du moins affecté sur divers plans et de façon polysémique, qui peut se réclamer du socialisme conservateur. Souvent, démocrate, dit illibéral, ou antidémocrate, le populisme a ou prétend avoir une opposition à la mondialisation notamment économique et/ou culturelle au moins sous ses formes contemporaines dominantes et éventuellement à certaines valeurs modernes et occidentales s'y rattachant ou à leurs manifestations jugées excessives, mais ce n'est pas toujours vrai. Cependant, la pertinence objective de l’utilisation du mot « populisme », sa précision et sa définition sont toujours sources de débats. Les positionnements peuvent varier en matière environnementale, sociétale, socio-économique et fiscale. Il peut s'agir de se réclamer d'un peuple ethnocentrique et identitaire opposé à l'immigration comme aux élites qui profiteraient de sa marginalisation (notamment par tendance au producérisme), et il peut s'agir de se réclamer de la défense libérale ou illibérale des classes moyennes défavorisées et qui sont ou seraient dévalorisées sans forcément agir en conséquence, avec souvent une tendance à l'hypocrisie, mais, là encore, ce n'est pas systématique et c'est parfois l'inverse.

## Histoire du mot

### Origine
Formé du radical latin « populus » qui signifie « peuple » et du suffixe -isme (ou -iste pour l’adjectif « populiste » ), le substantif « populisme » est apparu, en français en 1912, sous la plume de Grégoire Alexinsky, dans sa Russie moderne,. Il dérive du mot « populiste » auquel le Larousse mensuel illustré donnait le sens de « membre d'un parti prônant des thèses de type socialiste (en Russie) ».

### XIXesiècle
Le mot « populiste » est utilisé pour désigner des mouvements politiques apparus à la fin du XIXe siècle, qui ont ouvertement revendiqué le label « populiste » et combattu en son nom. Ces partis ont été très divers et ils ont pu être promus aussi bien par des intellectuels russes que par les petits fermiers et ouvriers agricoles américains qui en Utah fonderont en 1890 le Parti populiste (Populist Party).
- en Russie depuis les années 1860 : « Les narodniki de l'Empire russe, en « allant au peuple », rêvaient de restaurer une communauté perdue »[6])
- aux États-Unis dans les années 1890[7], « le populisme rural et petit-bourgeois voulut réincarner le peuple fondateur de la démocratie américaine »[6]. Il était question pour le Parti populiste américain (le People’s Party) que le peuple puisse se réapproprier ce que lui avaient volé Wall Street et le capitalisme[8].

Dans la Russie des années 1870, le populisme politique s'est conjugué avec un populisme littéraire teinté d'ouvriérisme, né de la volonté de jeunes étudiants qui choisissaient d'abandonner leurs universités pour aller partager leurs connaissances avec les paysans et les artisans. Ce mouvement a ensuite gagné la Hongrie et la Roumanie, puis la France, où il sera impulsé par Léon Lemonnier et son Manifeste du roman populiste paru dans L'Œuvre du 27 août 1929, et par André Thérive. Comme en Russie, populisme politique et littéraire sont alors liés : le manifeste de 1929 est écrit en réaction contre une littérature bourgeoise prenant pour cadre unique les sphères les plus fortunées de la société française, privilégiant l'analyse psychologique et les élans nombrilistes au détriment de la subtile relation des faits les plus quotidiens, les plus concrets, ceux d'une vie réelle, drue et vigoureuse, dans le sillage de la tradition du grand roman populaire mis à l'honneur à la fin du siècle précédent par Emile Zola et loin de la dérive sémantique que le terme « populiste » connaitra à la fin du XXe siècle.

### L'école littéraire de 1929
Léon Lemonnier réutilise en 1929 le terme pour désigner une nouvelle école littéraire dont il a écrit le manifeste. À une époque où l'Église catholique se préoccupe de définir une doctrine sociale conservatrice, cette doctrine littéraire se veut, elle, inspirée par le naturalisme, et souhaite ramener la littérature à l'humble niveau des vies « médiocres », débarrassée de toutes « ces doctrines sociales qui tendent à déformer les œuvres littéraires ».

### Le prix du roman populiste fondé en 1931
Un prix littéraire français se voulant populiste est fondé en 1931 par Antonine Coullet-Tessier pour récompenser une œuvre romanesque qui « préfère les gens du peuple comme personnages et les milieux populaires comme décors à condition qu'il s'en dégage une authentique humanité ». Sa devise se veut aussi lapidaire qu'essentielle : « le peuple plus le style ».
Il sera rebaptisé en octobre 2012 "Prix Eugène-Dabit du roman populiste", le premier lauréat, auteur du célèbre L'Hôtel du Nord, après avoir entre-temps récompensé d'autres auteurs aussi prestigieux que Jules Romains (1932), Henri Troyat (1935), Jean-Paul Sartre (1940), Louis Guilloux (1942), René Fallet (1950) puis, Jean-Pierre Chabrol, Bernard Clavel, Clément Lépidis, Raymond Jean, Leïla Sebbar, Louis Nucéra ou encore Olivier Adam ou Dominique Fabre, dont une bonne part engagés en politique ou en journalisme, le fondateur expliquant dès 1929 la démarche :

« Nous voulons peindre le peuple, mais nous avons surtout l'ambition d'étudier attentivement la réalité. Et nous sommes sûrs de prolonger ainsi la grande tradition du roman français, celle qui dédaigna toujours les acrobaties prétentieuses, pour faire simple et vrai. »

— Léon Lemonnier, L’Œuvre, août 1929.

### Amérique latine dans l'après-guerre
Le terme entre dans le lexique politique de l’Amérique latine au cours de la période d’après-guerre, devenant une caractéristique majeure du paysage politique régional. Il est d’abord associé, dans les médias, à des leaders charismatiques capables de mobiliser des populations récemment urbanisées, notamment celles issues de l’exode rural. Ces nouveaux groupes urbains, de plus en plus intégrés à la politique électorale, apparaissent comme s’émancipant des anciens systèmes de contrôle clientéliste, tels que le « vote au licou » (voto de cabresto ou voto cantado), et participent à la redéfinition de la vie politique nationale. Bien que souvent perçu avec suspicion et lié à la manipulation ou à la démagogie, le populisme revêt alors une connotation fréquemment positive, assumée ouvertement par de nombreux acteurs politiques..
À cette époque, des intellectuels latino-américains tels que Hélio Jaguaribe et Gino Germani sont parmi les premiers à interpréter le populisme comme un phénomène de mobilisation politique de masse, caractéristique de sociétés en voie de modernisation rapide,. D’autres, comme Francisco Weffort et Fernando Henrique Cardoso, influencés par le marxisme, développent une lecture davantage centrée sur les rapports de classe,. Rompant avec la vision plus bienveillante du populisme russe que l’on retrouve dans les derniers écrits de Karl Marx, ces penseurs s’inspirent plutôt des réflexions de Marx sur le bonapartisme et du concept de césarisme chez Antonio Gramsci. Selon cette perspective, le populisme émerge dans des moments d’équilibre entre des classes sociales antagonistes—lorsque la bourgeoisie a perdu sa capacité hégémonique, mais que le prolétariat n’a pas encore pris le pouvoir. Dans de telles conditions, le pouvoir politique acquiert une certaine autonomie par rapport aux classes dominantes, se présentant comme arbitre et s’appuyant sur ce que Marx appelait la « masse » : un groupe désorganisé, sans conscience de classe, et réceptif au leadership charismatique.
Les critiques marxistes en Amérique latine reconnaissent le rôle du populisme dans l’intégration des masses populaires à la vie politique ainsi que dans le développement social et économique. Toutefois, ils estiment que cette intégration reste limitée—proto-démocratique dans sa forme, car enfermée dans un cadre bourgeois. Selon eux, les régimes populistes tendent à démobiliser les formes d’organisation collective en substituant aux luttes de classes des politiques sociales et des réformes du travail, tout en subordonnant les syndicats à l’État et aux intérêts électoraux. Ces critiques ont été remises en question par certains historiens, qui soutiennent que la période dite populiste dans l’histoire latino-américaine fut en réalité marquée par une politisation croissante des travailleurs—susceptible, peut-être, de remettre en cause les intérêts politiques et économiques établis.

### Années 1960: du populisme à l'ouvriérisme
Le populisme littéraire de la Russie des années 1870, teinté d'ouvriérisme, est repris par des étudiants marxistes à partir du milieu des années 1960, influencés par les premiers livres du sociologue Pierre Bourdieu dénonçant l'inégalité des chances dans l'éducation, qui vont cette fois moins à la rencontre des paysans et artisans que des ouvriers de la grande industrie. C'est le mouvement des « établis », à l'image de Robert Linhart, un étudiant maoïste qui entre en septembre 1968 comme ouvrier spécialisé dans l'usine Citroën de la porte de Choisy à Paris, et le racontera dans son ouvrage le plus célèbre, L'Établi, paru en 1978 aux Éditions de Minuit, tandis que sa fille Virginie Linhart s'intéressera aux milliers d'autres qui ont fait comme lui.

### François Duprat en 1975
Le premier usage au même sens qu'au XXIe siècle viendrait de l'homme politique d'extrême-droite François Duprat en 1975, reprenant l'autodéfinition du Front National par Jean-Marie Le Pen, vantant une « « droite nationale, sociale et populaire » latino-américaine », selon le politologue Jean-Yves Camus et l'historien Nicolas Lebourg, l.

### Turquie et Autriche des années 1990
Avant les années 1990, les termes « populisme » et « populiste » pouvaient désigner divers courants politiques se référant au peuple, parmi lesquels le parti de centre droit ÖVP autrichien ou le SHP (tr) turc au centre gauche qu'on a tendance depuis à ne plus vouloir qualifier ainsi, leur préférant le label de « populaire ». Si le terme « populisme » est péjoratif dans les années 2010 en politique, les politiques dites « populistes » peuvent être très différentes : différences gauche/droite. Parmi ces derniers, l'Europe suscitait en 2005 les peurs d'une moindre protection sociale (76 %), d'une montée du chômage (86 %), d'un afflux d'immigrés (76 %) et d'une perte d'identité nationale (72 %). Pour les nonistes de gauche, si les chiffres s'élevaient à 85 % pour l'État-providence et 90 % pour le chômage, ils n'atteignaient « que » 45 % pour les immigrés et 42 % pour l'identité nationale, et entre populismes d'Europe et d'Amérique du Sud. L'historien Philippe Roger déclare que le mot populisme « désigne un complexe d'idées, d'expériences et de pratiques qu'aucune typologie, si fouillée soit-elle, ne saurait épuiser ».

### Années 2010, le retour d'un populisme de gauche
Alors que l'ouvriérisme commence à être moqué et critiqué à gauche à partir de la fin des années 1980, trente ans plus tard, les années 2010 voient le retour d'un populisme de gauche en France et en Espagne, avec parmi ses auteurs principaux la belge Chantal Mouffe, qui durant la période 1989-1995, avait été directrice de programme au Collège international de philosophie à Paris. Elle y consacre ses deux principaux livres, publié en 2017 et 2018,, au moment où l'homme politique français Jean-Luc Mélenchon obtient un peu moins de 20 % à l'élection présidentielle française de 2017, proche des 21,30 % de Marine Le Pen, principale figure du populisme de droite en France, qui l'avait au contraire largement distancé lors de l'élection présidentielle française de 2012.

## Définitions et analyses

### Sens péjoratif
La définition du populisme a largement varié au cours des époques, mais le terme a généralement été employé pour définir un appel aux intérêts du « peuple », la démagogie, et comme un fourre-tout politique. Pour le politologue français Stéphane François, « le populisme est divers, d’où la difficulté d’en cerner les contours : son expression dépend du lieu où il est né, elle est liée à l’histoire du pays dans lequel il se développe. En outre, ce terme est abondamment utilisé comme disqualifiant, ce qui ne facilite pas sa compréhension. […] Le cœur du populisme, son essence, n’est pas la critique des élites – les leaders populistes sont d’ailleurs rarement issus du « peuple », bien au contraire –, mais le rejet du pluralisme de l’offre politique. Sauf que, sans pluralisme politique, il n'y a pas de démocratie ».
Daniele Albertazzi et Duncan McDonnell définissent le populisme comme une idéologie « [qui] oppose un peuple vertueux et homogène à un ensemble d'élites et autres groupes d'intérêts particuliers de la société, accusés de priver (ou tenter de priver) le peuple souverain de ses droits, de ses biens, de son identité, et de sa liberté d'expression ».
Pour Jean-Pierre Rioux, le populisme désigne l'instrumentalisation de l'opinion du peuple par des partis et des personnalités politiques qui s'en prétendent le porte-parole alors qu'ils appartiennent le plus souvent aux classes sociales supérieures. Pour Philippe Breton, en démocratie, le peuple étant souverain son vote ou son opinion ne peut à proprement parler être qualifiée de populiste. C'est la manipulation du peuple (en) dont se rend coupable l'homme politique qui relève du populisme. Pour l'essayiste Giuliano da Empoli, cette instrumentalisation est favorisée par les réseaux sociaux qui relaient et amplifient les campagnes de manipulation de l'information. L'ère du techno-populisme est exploitée par des professionnels du marketing électronique et experts en big data qui maîtrisent les algorithmes et les logiciels analysant les flux de ces réseaux.

### Poncif et volonté de disqualifier l'adversaire politique
Pour Vincent Coussedière, professeur de philosophie lui-même engagé dans le populisme[réf. nécessaire], le mot appartient à la « novlangue » et est un « poncif ». Son utilisation pléthorique fonctionne « comme une idéologie paresseuse, par laquelle les élites politiques et intellectuelles cherchent à éviter le défi qui leur est posé : reconstruire une véritable offre politique ». Le rapprochement fréquent de ce mot avec les termes « extrême droite » et « nationalisme » serait peu précis et non dénué d'ambiguïtés. Il réfute « l'extrémisation à tout va de mouvements qui n'ont rien d'extrême » et met en doute le caractère seulement « protestataire » que l'on se plait à appliquer à ces mouvements et que les médias opposent de manière factice à des « partis de gouvernement » alors même que ces mouvements peuvent se trouver au pouvoir dans certains pays. De plus, comme l'explique Ugo Palheta par exemple dans son livre La possibilité du fascisme, l'étiquette « populiste » ne déplait pas aux partis d'extrême droite qui aiment à se dire du côté du peuple, contrairement à l'étiquette « fasciste » ou « fascisant ».
D'après Catherine Colliot-Thélène, qualifier un mouvement politique de « populiste » « est un obstacle à une analyse sérieuse des transformations de la politique, en Europe ou aux États-Unis », « c’est bien sûr un terme qui disqualifie les opinions et les individus » et « le populisme est devenu, dans le langage courant, le nom d’une dissidence qui peut se manifester dans des mouvements extérieurs [aux] partis politiques classiques ou à l’intérieur de ceux-ci », or la méfiance envers les partis traditionnels et les élites a « ses raisons, et celles-ci sont fondées puisque, après tout, ce sont ces élites – partis de gauche et de droite confondus en Europe, Partis républicain et démocrate aux États-Unis – qui ont conduit, depuis plusieurs décennies, des politiques économiques ayant créé des inégalités sociales dans des proportions inédites depuis la fin de la seconde guerre mondiale ».
Chloé Morin, experte-associée à la Fondation Jean-Jaurès, proche du Parti socialiste et ancienne conseillère de Jean-Marc Ayrault et Manuel Valls, considère de manière semblable que le « terme est utilisé pour disqualifier l’adversaire, et pour exclure des questions et des acteurs du débat public. Cela permet de taxer de déraisonnable certains interlocuteurs ou sujets. »

### Sens noble
Jean-Claude Michéa dans sa préface à La Révolte des élites et la trahison de la démocratie de Christopher Lasch donne un sens noble au populisme entendu au sens historique du terme comme un « combat pour la liberté et l'égalité mené au nom des vertus populaires ». C'est en ce sens original que le populisme peut se déployer chez l'historien américain en tant que « critique des élites capitalistes avancées ». Le populisme n'est rien d'autre que l'effort des gens simples pour échapper à l'emprise croissante des experts sur l'organisation de leur vie. Cette « critique des élites capitalistes avancées » est reprise par le philosophe italien Diego Fusaro, qui forge à cette fin le concept de « globocratie ». Cette dernière est, selon lui, « anonyme et impersonnelle, déterritorialisée et sans culture, sans États et sans force résiduelle en état de la freiner ».
Christopher Lasch analyse la sécession des élites d'avec le mode de vie simple et rustique des gens ordinaires et le besoin des élites d'imposer des normes de vivre ensemble pour mieux s'en exempter elle-même et vivre en marge du plus grand nombre. Les élites emploient le terme de « populisme » pour dissimuler les critiques qui leur sont adressées. En réalité, le populisme vise une conception de la démocratie plus exigeante où le plus grand nombre est capable de juger des affaires publiques et se trouve ainsi responsabilisé.
Cette analyse historique et sociologique qui vise à une critique des élites trouve un écho en France sous la plume de Christophe Guilluy qui écrit : « Parce qu'elle est susceptible de remettre en cause les choix des classes dirigeantes, la diabolisation du peuple par le populisme reste une nécessité ». L'accusation de « populisme » est un paravent commode utilisé par les classes dirigeantes pour se prémunir des critiques.

### Tentatives de trouver des éléments constitutifs
Dans son enquête électorale française, le Centre de recherches politiques de Sciences Po utilise cinq questions pour mesurer le degré de populisme des enquêtés, constituant ainsi une « échelle d’attitude (alpha de Cronbach = 0,685) » :
1. les députés à l’Assemblée nationale [si tant est qu'on les conserve] devraient suivre la volonté du peuple ;
2. les décisions politiques les plus importantes devraient être prises par le peuple et non par les personnalités politiques ;
3. les différences politiques entre les citoyens ordinaires et les élites sont plus importantes que les différences entre citoyens ;
4. je préférerais être représenté par un citoyen ordinaire plutôt que par un politicien professionnel ;
5. les personnalités politiques parlent trop et n’agissent pas assez.

À l'occasion de l'élection présidentielle française de 2017, le chercheur Luc Rouban relève que « le niveau moyen d’adhésion à ces thèses est très haut puisque 69 % des enquêtés se situent au moins au niveau 4 de l’indice. On peut ensuite « dichotomiser » cet indice, ce qui permet de simplifier les calculs en distinguant les 55 % ayant un niveau élevé de populisme des 45 % ayant un niveau de populisme faible ou modéré ».
En 2019, dans son ouvrage L'esprit démocratique du populisme, Federico Tarragoni tente de trouver une définition précise au populisme basée sur l'examen minutieux de ses exemples historiques (narodnikis russes, People's Party aux États-Unis et populismes latino-américains). Il rejette l'idée que le populisme peut être de droite. Selon lui le populisme est intimement lié à une demande démocratique (soit dans un contexte où elle n'existe pas, soit quand elle est trop faible ou corrompue) et donc à un contexte de crise démocratique. De cette crise naît le mouvement populiste, hétérogène, interclasse avec des revendications multiples ayant pour dénominateur commun l'approfondissement de la démocratie et des droits. Ce mouvement est fédéré par l'opposition entre les élites qui accaparent le pouvoir, les richesses, etc. VS le peuple légitime ; ce peuple n'est pas entendu au sens ethnique, national ou de la classe prolétaire. Ce mouvement peut parfois réussir à s’institutionnaliser grâce à un leader charismatique ce qui accentue inévitablement ses contradictions internes et l'affaiblit jusqu'à disparition ou le pousse à la dérive autoritaire voire fasciste.
En 2020, Pierre Rosanvallon expose cinq éléments, à ses yeux constitutifs du populisme :
1. une conception du peuple (le peuple-Un) ;
2. une théorie de la démocratie (préférence pour la démocratie directe, rejet des corps intermédiaires et domestication des institutions non élues, expression spontanée de la volonté générale) ;
3. une modalité de la représentation (mise en avant d'un homme-peuple) ;
4. une politique et une philosophie de l'économie (national-protectionnisme dans une vision souverainiste attentive à la sécurité de la population) ;
5. un régime de passions et d'émotions (sentiment d'abandon, d'invisibilité, besoin d'un monde plus lisible comblé par des récits d'essence complotiste, volonté d'agir par le dégagisme)[43].

## Typologie des mouvements populistes européens
Mark Leonard, cofondateur et directeur du Conseil européen des relations étrangères (ECFR), un think tank basé à Londres, présente une typologie des principaux mouvements populistes en Europe qui sont « nationalistes anti-européens » :
- ceux d'Europe du Nord, qui s'opposent aux transferts entre pays : Parti de la liberté d'Autriche (Autriche), Parti populaire danois (Danemark), Parti pour la liberté (Pays-Bas), Parti socialiste (Pays-Bas), Vrais Finlandais (Finlande) ;
- ceux d'Europe de l'Est, qui refusent de subventionner les pays les plus riches : Droit et justice (Pologne), Jobbik (Hongrie), Liberté et Solidarité (Slovaquie), Parti démocratique civique (République tchèque), Parti des citoyens libres (République tchèque), Alternative für Deutschland (Allemagne) ;
- ceux d'Europe du Sud, qui s'opposent à l'austérité : Ligue du Nord (Italie), Parti communiste (Grèce), SYRIZA (Grèce), Podemos (Espagne) ;
- ceux d'Europe de l'Ouest, qui souhaitent prendre leurs distances avec l'UE : Rassemblement national[45] (France), Parti conservateur (Royaume-Uni), Parti pour l'indépendance du Royaume-Uni (UKIP), Union démocratique du centre (Suisse), La France insoumise[45],[Note 3] (France).

## Populisme de prospérité
L'expression « populisme de prospérité » est utilisée par le chercheur Jean-Yves Camus (de l'Institut de relations internationales et stratégiques) pour qualifier les mouvements politiques populistes qui ont émergé dans des pays scandinaves à partir des années 1970 et ensuite dans d'autres régions prospères d'Europe du Nord sensu lato « lorsque ceux qui possèdent une part plus ou moins importante de la richesse refusent de la partager, développent des valeurs fondamentalement inégalitaires, xénophobes et ultranationalistes ». Il s'agit, toujours selon Jean-Yves Camus, d'« un mouvement d'égoïsme qui se produit dans une société en bonne santé, mais qui refuse la société multiculturelle et le partage du gâteau ».
Ces mouvements sont apparus :
- au Danemark, avec le Parti du progrès de Mogens Glistrup puis le Parti populaire danois ;
- en Norvège, avec le Parti du progrès de Carl Hagen ;
- aux Pays-Bas, avec la Liste Pim Fortuyn ;
- en Italie du Nord ;
- en Flandre belge, avec le Vlaams Belang, la Nieuw-Vlaamse Alliantie et la Liste Dedecker ;
- en Suisse, avec l'Union démocratique du centre de Christoph Blocher[51].

## Post-populisme
Le politologue Thibault Muzergues, dans son ouvrage Post-populisme. La nouvelle vague qui va secouer l'Occident, paru en 2024, théorise ce qu'il nomme le post-populisme, en particulier en Italie et en en imaginant l'expansion. Ayant émergé en Europe durant les années 2020 à la suite de divers évènements qui auraient mis à mal les populismes européens et qu'il retournerait à son profit avec des opinions variables, comme le Brexit, la pandémie de Covid-19 ou l'invasion de l'Ukraine par la Russie, il s'agirait d'une mue des partis populistes européens dont Giorgia Meloni serait l'illustratrice. Le post-populisme, selon Thibault Muzergues, combinerait des éléments nés à l'extrême droite (et représentés ailleurs) comme l'opposition à l'immigration, le conservatisme ou encore le protectionnisme à des idéologies issues de la droite parlementaire (et représentés dans un centre ou une gauche modérée libéraux) comme le libéralisme économique, l'atlantisme ou encore une acceptation du moins relative de l'Union Européenne, ce qui correspond à l'idéologie de Giorgia Meloni.
L'ouvrage théorise aussi une forme de post-populisme de gauche en partie conservatrice qui serait la combinaison antilibérale d'idéologies politiques nées à gauche comme la justice sociale avec des éléments (sociétaux, identitaires) nés à droite voire à l'extrême droite et notamment chez les populismes de droite sur l'immigration ou encore le rejet du "wokisme", et l'opposition affichée du peuple défendu tant aux élites économiques ou autres (culturelles, intellectuelles, médiatiques) qu'à ceux, présentés comme profitant du système des élites, qui seraient exclus de ses revendications sur des fondements ethniques, culturels ou religieux, ce qui correspond à des stratégies au moins en partie plus marquées à droite nationaliste qu'à gauche internationaliste.

## Spécificités nationales
Le populisme est apparu avec les démocraties modernes mais il semble avoir connu selon certains historiens une première existence sous la République romaine.

### Allemagne
Le 13 mars 2016, le mouvement d'extrême droite Alternative für Deutschland recueille entre 10 % et 23 % des voix lors des trois scrutins pour les parlements régionaux.

### Pays latinoaméricains
Le terme de populisme est aujourd'hui surtout utilisé pour qualifier certains régimes en Amérique latine. Presque tous les pays d'Amérique latine ont connu un régime populiste au cours du XXe siècle. On peut par exemple citer ceux de Juan Perón en Argentine de 1946 à 1955, de Getúlio Vargas au Brésil de 1930 à 1945 ou de Cárdenas au Mexique.

### États-Unis
Le mot de « populisme » se réfère d'abord à un mouvement politique organisé dans la seconde moitié du XIXe siècle aux États-Unis par des agriculteurs confrontés à des tarifs prohibitifs qu'un accès privilégié au domaine public avait permis aux compagnies de chemin de fer de leur imposer. D'autres catégories de la population ayant leurs propres revendications les ont rejoint : des femmes demandent le droit de vote, des ouvriers le droit à se syndiquer, des noirs la fin de la ségrégation. D'autres mouvements, notamment ouvriers, se sont organisés contre des taux d'intérêt qu'ils jugeaient abusifs[réf. nécessaire].
Une lecture de l'histoire considère que le populisme a été le moteur de la guerre d'indépendance des États-Unis et a œuvré au façonnement des jeunes États-Unis ensuite.
Plus récemment, la victoire du candidat républicain Donald Trump à l'élection présidentielle de 2016 est considérée comme un triomphe du populisme aux États-Unis,. L'un des candidats à la primaire démocrate visant la même élection, Bernie Sanders, est lui aussi parfois vu comme l'incarnation d'un populisme de gauche,.

### France
- Histoire

Dans La gauche et le peuple (2017), Jacques Julliard explique ainsi l'émergence du populisme : il existait en France, depuis la Révolution française, une alliance entre le peuple et la bourgeoisie qui a permis à la gauche de remporter la victoire dans les urnes et d'exercer le pouvoir. Ce rapprochement entre le peuple et la bourgeoisie s'opérait via l'idée de progrès, qui permettait à celle-ci d'entraîner le peuple dans son sillage. La crise du progrès se traduit par un divorce croissant entre le peuple et la bourgeoisie, qui ne trouvent plus de terrain commun. Le peuple retrouve des réflexes conservateurs en matière sociétale (refus du mariage homosexuel par exemple) et revendique avant tout un besoin de sécurité en matière économique et culturelle. Au contraire, la bourgeoisie progressiste s'émancipe des carcans imposés à la Libération pour affirmer ses valeurs d'autonomie et de mobilité. Dès lors, la bourgeoisie progressiste ne recherche plus le soutien des couches populaires, et celles-ci se trouvent livrées à elles-mêmes.
Le philosophe Jean-Claude Michéa a une opinion différente sur la question. Pour lui, le progrès a intrinsèquement des limites, et n'est pas forcément le moteur qui améliore le sort des couches populaires. Le concept de « common decency » (morale commune), emprunté à George Orwell, et qui en appelle à une vie simple et honnête, témoigne plutôt d'une défiance envers la science et le progrès technique qui complexifient l'existence. Dès lors, le populisme ne témoigne pas d'un divorce entre le peuple et l'élite, qui pourrait se résorber, mais d'une situation normale dans laquelle le peuple affirme ses propres valeurs et sa résistance à l'oligarchie. Le populisme est le terme par lequel l'élite tente de stigmatiser et de discréditer le peuple et ses revendications.
- Développement lors du XXe siècle

Dans la foulée des nationalismes, le thème de l'émancipation du peuple a inspiré de nombreux partis politiques dits « populistes ». Le boulangisme, ainsi que le poujadisme sont des mouvements parfois considérés comme populistes, tout comme l'est aujourd'hui le Front national en ce sens qu'il est, selon l'historien Michel Winock, « un mouvement protestataire contre les élites […] à commencer par les énarques, les intellectuels, les politiciens éloignés de la réalité populaire. C'est un national-populisme […] en ce sens qu'il est aussi un mouvement identitaire, nationaliste, protectionniste, xénophobe, islamophobe, antieuropéen ». Le sociologue Federico Tarragoni voit cependant le boulangisme comme « la concrétisation française, sous une forme encore embryonnaire, d'un phénomène politique différent du populisme, le fascisme ».
Annie Collovald fait remarquer que le mot « populisme » connaît un nouveau succès depuis les années 1980, comme synonyme de « démagogie » ou d'« opportunisme politique », surtout lorsqu'il s'agit de mouvements d'opposition. Selon cette universitaire en sciences politiques, la catégorie renseignerait moins sur ceux qu'elle désigne que sur ceux qui l'emploient. Collovald met en parallèle le succès du vocable avec la disparition progressive des classes populaires dans les appareils et dans les discours des partis politiques et interprète l'usage croissant du mot « populisme » ou « populiste » comme l'expression d'une méfiance grandissante à l'égard des classes populaires et d'un penchant nouveau pour la démocratie capacitaire voire censitaire.
Dans la continuité de cette analyse, la dénonciation des tendances populistes de certains courants d'opinion peut faire l'objet de plusieurs critiques. Le rejet du populisme peut être une solution de facilité pour discréditer certaines revendications et aspirations des couches populaires. 
L'historien-essayiste Emmanuel Todd remarquait déjà en 1998 que « le populisme est une catégorie absolument étrangère à la culture politique française. Il est inconcevable, au pays de 1789, 1830, 1848, 1871 et 1936 », toutes révolutions politiques qui ne cherchaient guère à éliminer leurs élites bourgeoises. « Ce qui est dénoncé, conclut Todd, c'est donc tout simplement le peuple et son droit à sʼexprimer, par le vote, la grève ou la manifestation ».
- Au début du XXIe siècle

Pour Raphaël Liogier, « le populisme actuel, contrairement à celui qui a porté Hitler au pouvoir dans les années 1930, ne défend pas la race mais la culture occidentale. On pouvait jadis décrier la culture judaïque, parce que c’était celle de la « race juive ». À l'inverse, parce qu’on ne peut plus être ouvertement raciste, si l’on veut dénigrer des Maghrébins, ce sera sous couvert de rejeter, non pas une race, mais une culture incompatible avec la « nôtre » ».
En 2005, cinq anciens cadres du Front national et du Mouvement national républicain fondent le Parti populiste.
Le populisme a depuis cette époque souvent été identifié à l'extrême droite. En effet, comme le souligne Michel Winock, « le populisme n'est pas spécifiquement d'extrême droite. Le mot désigne une confiance dans le peuple, que l'on rencontre dans les discours de Robespierre ou les écrits de Michelet. Mais le populisme a eu tendance à se localiser à l'extrême droite, avec l'ère des masses et de la démocratie parlementaire. L'extrême gauche, elle, était ouvriériste, tandis que l'extrême droite tendait au populisme, sans distinction de classe ».
Dans son ouvrage sur le quinquennat Sarkozy, le chercheur Damon Mayaffre montre comment une rhétorique selon lui populiste a pu triompher au plus haut sommet de l'État en France comme en Italie au début du XXIe siècle (référence au peuple, dénonciation des élites, discours sensationnalistes, culte du chef ou hyper-présidence).
Pour Pierre Birnbaum, auteur de l'ouvrage Genèse du populisme, celui-ci consiste à opposer les gros aux petits, la finance cosmopolite au bon peuple.

### Israël
En Israël, l'entrée sur la scène politique de Benyamin Netanyahou depuis la fin des années 1990 marque le début d'un populisme israélien, certains journaux allant jusque qualifier le Premier Ministre israélien de "pionnier d'un populisme post-moderne".
En prenant la tête du Likoud en 1996, Netanyahou est élu une première fois avec 50,5 % face au parti Travailliste de Shimon Peres, qui préconisait des accommodements avec les palestiniens.
En 20 ans, et quatre mandats, le Premier Ministre, Netanyahou, est devenu incontournable. Admiré par une large partie de la population pour sa défense d'une certaine vision d'Israël, ultra-nationaliste socialement, libéral économiquement, fort militairement et dominant régionalement, le Premier Ministre est parfois surnommé « King Bibi ». Ainsi, les idées ultranationalistes sont devenues courantes, portées notamment par les partis de droite comme Le Foyer juif, Shas, Judaïsme unifié de la Torah et Israel Beytenou. Le gouvernement Netanyahou IV est souvent décrit comme « le plus à droite de l'histoire du pays »

Pour la sociologue israélienne Eva Illouz, Netanyahou partage avec Donald Trump aux États-Unis une idéologie commune, ils "gouvernent en démagogues-populistes, prospèrent sur le ressentiment des laissés-pour-compte et promettent une nation forte et agressive. Tous deux accusent leurs adversaires d’être des traîtres à la nation, et n’ont aucun problème à inciter à la haine politique et raciale."
En 2020, le Parti travailliste israélien ne représente plus que 5 sièges sur 120 à la Knesset.

### Russie
Au XIXe siècle, l'Empire russe connaissait un mouvement politique qui visait à instaurer un système d'économie socialiste agraire, le mouvement des narodniki (gens du peuple, en russe). Celui-ci était porté par des intellectuels essayant de mobiliser le peuple russe : les agriculteurs. Combattu par la police, le mouvement se fragmenta ensuite en divers groupuscules « populistes », dont Narodnaïa Volia, qui se réclame ouvertement du terrorisme et qui finit par assassiner l'empereur Alexandre II en mars 1881. Le populisme est le thème dominant de l'intelligentsia russe jusqu'à la révolution de 1917.

### Suisse
En Suisse, l'UDC (Union démocratique du centre, Schweizerische Volkspartei : Parti suisse du peuple en allemand) est parfois considéré comme un parti populiste par ses adversaires et dans les médias,. De fait, il en appelle bien souvent le peuple suisse à voter contre les recommandations de vote du gouvernement. S'appuyant sur la démocratie directe, composante fondamentale du système politique suisse, il lance régulièrement des initiatives populaires ou des référendums sur des thèmes particulièrement sensibles, par exemple l'initiative populaire « Contre l'immigration de masse », acceptée par la majorité des votants en 2014, ou soutient et porte d'autres initiatives, par exemple l'initiative populaire « Contre la construction de minarets », qui a obtenu une majorité des voix en 2009. Christoph Blocher, un leader de ce parti se caractérise par des « discours grandiloquents, des idées simples, une xénophobie assumée, un marketing agressif… » (d'après le quotidien Le Monde), déclarant que « le Front National est de gauche », l'UDC ayant une ligne économique libérale contrairement au Front National[réf. nécessaire].

### Documentaire
- Populisme : l'Europe en danger, de Dominique  Tibi (prod.) et de Antoine  Vitkine (réal.), Arte, 8 avril 2014, documentaire, 82 minutes.